# Rydboholms kyrka
Rydboholms kyrka är en kyrkobyggnad i samhället Rydboholm i Borås kommun. Den tillhör Kinnarumma församling, från 2018 i Skara stift (tidigare Göteborgs stift).

## Historia
Den nyklassisistiska brukskyrkan uppfördes i sten 1852 vid Viskans strand i Rydboholms fabrikssamhälle på initiativ av fabrikör Sven Erikson för de anställda vid Rydboholms aktiebolag. Bolaget avlönade fabrikspredikant, organist och övrig personal fram till 1970, då kyrkan skänktes till Kinnarumma församling. 

## Kyrkobyggnaden
Från början bestod kyrkan bara av ett långhus med nord-sydlig orientering. År 1899 uppfördes en sakristia vid södra kortsidan och ett kyrktorn i trä vid norra kortsidan. Interiör med vitt högvälvt tak och vita väggar.
En omfattande renovering genomfördes 1918-1920 då kyrkorummet omdanades helt. Arbetet utfördes av anställda vid fabriken. År 1934 ersattes trätornet med ett i sten som uppfördes efter ritningar av arkitekt Sigfrid Ericson och en restaurering genomfördes 1937 under dennes ledning. 

## Inventarier
- Nuvarande predikstol med femsidig korg tillkom vid renovering 1918-1920 och ersatte en altarpredikstol.
- Altartavlan som tillkom vid renoveringen 1918-1920 är utförd av John Hedæus och har motivet Kristi förklaring.
- En åttasidig dopfunt i trä tillkom 1918-1920.
- I fönsternischerna och kring ljuskronornas fästen finns målningar av John Hedæus.